# Герб Івано-Франкового
Герб Івано-Франкового — офіційний символ селища Івано-Франкове Львівської області, затверджений рішенням XVII сесії селищної ради III скликання 27 лютого 2001 року.
Автором-розробником сучасного герба Івано-Франкового є український геральдист А. Б. Гречило.

## Опис
Герб являє собою зображення Архангела Михаїла у синіх обладунках із золотим німбом, крильми та поясом. У лівій руці він тримає червоний щит із золотим хрестом, у правій — зелену пальмову гілку та чорний ланцюг, на якому припнутий чорний чорт із червоними очима та золотим ошийником.